# Giovanni Battista VI Giuseppe Albrizzi

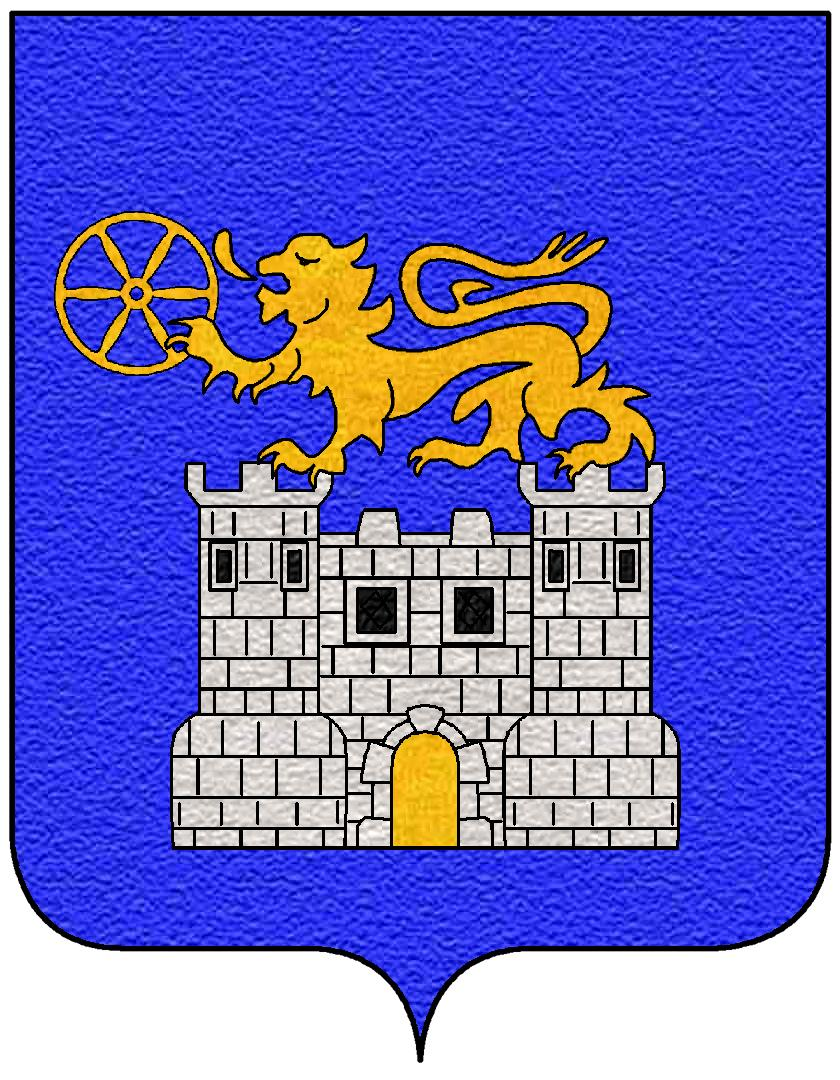
Stemma Albrizzi

Giovanni Battista VI Giuseppe Albrizzi (soprannominato Iseppo; 1750 – 1812) è stato un nobile italiano, secondo marito della famosa salonniére e scrittrice Isabella Teotochi Albrizzi.

## Biografia
Membro della famiglia aristocratica lombarda degli Albrizzi, ascritta al patriziato veneziano, ricoprì le alte cariche di decemviro e Inquisitore di Stato.
Dopo la laurea in legge presso l'Università di Padova, svolse con successo l'attività di avvocato.
Entrato fin da giovane nella Massoneria, a trentacinque anni era già segretario della Loggia veneziana.
Sposò in segreto il 28 marzo 1796 Isabella Teotochi. Di recente è stata intravista la sostanziale coincidenza della data delle nozze segrete con quella del suicidio in Padova (nella notte precedente il 29 marzo) dello studente friulano Girolamo Ortis. Tale coincidenza, affiancata alla notizia della liaison tra Isabella Teotochi, allora non ancora unita in matrimonio con Giovanni Battista, e Ugo Foscolo, ha ragionevolmente mostrato che è anche dall'amore per la Teotochi che prende le mosse il celebre romanzo le Ultime lettere di Jacopo Ortis.
Unico figlio della coppia fu Giovanni Battista Giuseppe Albrizzi.
Insieme alla moglie ospitò nella propria villa i più importanti artisti e letterati del suo tempo.
Una sua descrizione fisica e morale appare nei Ritratti opera della moglie.